# Finn Azaz
Finn Isaac Azaz, né le 7 septembre 2000 à Westminster en Angleterre, est un footballeur international irlandais qui joue au poste de milieu de terrain au Middlesbrough FC.

## Biographie

### En club
Né à Westminster en Angleterre, Finn Azaz est formé par West Bromwich Albion.
Il ne joue aucun match pour les «Baggies», mais il est prêté à Cheltenham Town pour la saison 2020-2021.
Le 26 juillet 2021, Azaz rejoint Aston Villa, et est prêté à Newport County pour la saison 2021–2022.
Le 11 juillet 2022, il est prêté à Plymouth Argyle pour la saison 2022-2023.
Le 2 août 2023, il est prêté de nouveau à Plymouth Argyle.
Le 5 janvier 2024, il rejoint Middlesbrough .

## Palmarès

### En club
- Cheltenham Town
  - Champion d'Angleterre de D4 en 2021.

- Plymouth Argyle
  - Champion d'Angleterre de D3 en 2023.
  - Finaliste de l'EFL Trophy en 2023.

### Distinctions individuelles
- Membre de l'équipe-type de D4 anglaise en 2022.
- Meilleur jeune joueur de D4 anglaise en 2022.
- Joueur du mois de D2 anglaise en novembre 2024.